# Paul Darrow
Pour les articles homonymes, voir Darrow.
Paul Darrow, nom de scène de Paul Valentine Birkby, est un acteur britannique né le 2 mai 1941 à Chessington, Surrey (Royaume-Uni) et mort le 3 juin 2019.

## Filmographie

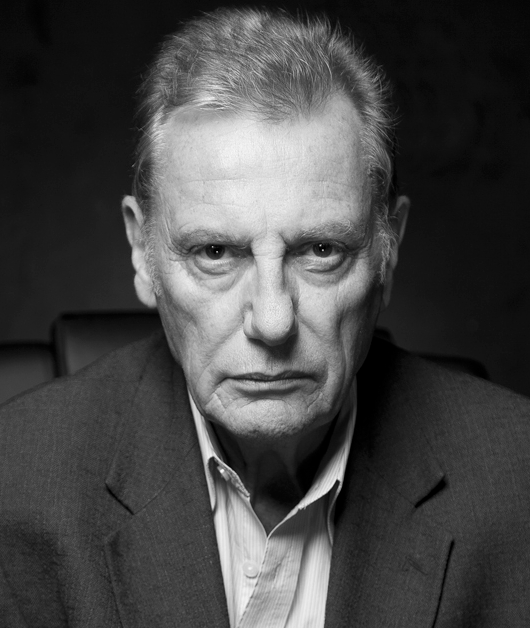
Paul Darrow en 2012.

### Cinéma
- 1971 : The Raging Moon : Docteur
- 2002 : Meurs un autre jour (Die Another Day) : Docteur

### Télévision
- 1957 : Emergency-Ward 10 (série télévisée) : Mr. Verity (1965-1966)
- 1969 : The Flaxton Boys (série télévisée) : le capitaine Steerman (1969)
- 1970 : Mister Jerico (TV) : Clerc de l'hotel
- 1970 : Doctor Who (TV) : « Doctor Who and the Silurians » : le capitaine Hawkins
- 1973 : Murder Must Advertise (feuilleton TV) : Mr. Tallboy
- 1974 : Churchill's People (série télévisée)
- 1975 : Marital Rights (TV)
- 1975 : Public Exposure (TV)
- 1975 : Intimate Relations (TV)
- 1975 : The Legend of Robin Hood (feuilleton TV) : Shérif de Nottingham
- 1976 : Couples (série télévisée)
- 1976 : Killers (série télévisée) : Edward Abinger
- 1978-1980 : Blake's 7 (série télévisée) : Kerr Avon
- 1979 : The Poisoning of Charles Bravo (série télévisée) : Charles Bravo
- 1979 : Penmarric (série télévisée) : Robert Yorke
- 1980 : Guardian of the Abyss : Michael Roberts
- 1980 : Drake's Venture (TV) : Thomas Doughty
- 1983 : Dombey & Son (feuilleton TV) : James Carker
- 1985 : Doctor Who épisode « Timelash » Tekker
- 1985 : Maelstrom (feuilleton TV) : Oliver Bridewell
- 1989 : Making News (série télévisée) : George Parnell
- 2000 : The Strangerers (série télévisée) : C. D.
- 2000 : Rough Magik (TV) : Mr. Moon
- 2002 : Hollyoaks (série télévisée) : le juge
- 2004 : The 1970s Office (série télévisée) : le narrateur (voix)
- 2009 - 2014 : Londres, police judiciaire : Prentice (7 épisodes)
- 2014 : Toast of London : Duncan Clench

### Jeux vidéo
- 1996 : Gender Wars : Professeur Jonathan Henry Smythe (voix)
- 1998 : MediEvil : Zarok (voix)
- 2000 : Imperium Galactica II: Alliances: (plusieurs voix)
- 2001 : Hostile Waters: Walker (voix)
- 2003 : Primal: Ferai Shaman/The Watcher (voix)
- 2005 : MediEvil: Resurrection: Zarok (voix)
- 2006 : Star Wars: Empire at War: Grand Moff Tarkin (voix)
- 2001 : Star Wars: The Old Republic: Overseer Tremel (voix) et voix additionnelles
- 2015 : Contradiction: The Interactive Murder Mystery Movie : Paul Rand (FMV)
- 2019 : MediEvil  : Zarok (posthume, voix d'archives)